# Gündlikon
Gündlikon ist ein Weiler, der zur politischen Gemeinde Wiesendangen im Kanton Zürich in der Schweiz gehört. Er liegt etwa 1,8 km südöstlich des Dorfes Bertschikon.

## Geschichte
Gündlikon wird als Cundilinchoua im Jahr 774 erstmals urkundlich erwähnt.
1928 wurden die früheren Zivilgemeinden Gündlikon, Bertschikon, Zünikon, Gundetswil, Liebensberg, Stegen und der zürcherische Teil von Kefikon aufgelöst und zur Gemeinde Bertschikon bei Attikon zusammengeschlossen. Daher auch die sieben Sterne im Gemeindewappen von Bertschikon, das 2014 mit Wiesendangen fusionierte.

## Schule
Gündlikon gehört wie Zünikon seit der Zusammenlegung der beiden Gemeinden Bertschikon und Wiesendangen per 1. Januar 2014 der Primarschulgemeinde Wiesendangen an.

## Öffentlicher Verkehr
Gündlikon ist nicht mit öffentlichen Verkehrsmitteln erreichbar. Die nächste Bushaltestelle liegt in Bertschikon.